# Poussanges
 Pousanges  es una comuna (municipio) de Francia, en la región de Lemosín, departamento de Creuse, en el distrito de Aubusson y cantón de Felletin.
Su población en el censo de 1999 era de 170 habitantes.
Está integrada en la Communauté de communes des Sources de la Creuse.

## Demografía
| 184 | 218 | 207 | 192 | 196 | 170 |
| Para los censos de 1962 a 1999 la población legal corresponde a la población sin duplicidades (Fuente: INSEE [Consultar]) |     |     |     |     |     |